# Страх американцев перед литературой
«Страх американцев перед литературой» (англ. «The American Fear of Literature») — Нобелевская речь Синклера Льюиса, произнесённая им 12 декабря 1930 года, после вручения ему — первому из американских писателей — Нобелевской премии по литературе.

## Темы и значимость
То, что сказал Льюис в своей Нобелевской речи, стало неожиданностью для всех. Обычно получивший Нобелевскую премию писатель благодарил Академию за оказанную ему честь, затем излагал свои взгляды на искусство и выражал уверенность в безграничных возможностях литературы. Синклер Льюис же выступил с почти политической речью, использовал своё выступление для жёсткой критики в адрес современной ему американской литературы (а как следствие — и действительности). При этом он назвал конкретные имена тех авторов, которые, по его мнению, представляли в своих произведениях американскую жизнь наиболее достойно.
Так, Льюис резко развенчал Ральфа Эмерсона, Генри  Лонгфелло, семью Элкоттов (см., в частности, статью про Луизу Мэй Элкотт) и других как «сентиментальных подражателей европейцам». С другой стороны, он приветствовал таких писателей, как Хэмлин Гарленд (1860—1940), который, с его точки зрения, писал правду об американской действительности, а также Эрнест Хемингуэй, Теодор Драйзер, Юджин О’Нил и Томас Вулф:

У нас есть Томас Вулф, ребенок лет, наверно, тридцати или того меньше, чей единственный роман «Взгляни на дом свой, Ангел» стоит рядом с лучшими произведениями нашей литературы и полон раблезианской радости жизни.
Оригинальный текст (англ.)…there is Thomas Wolfe, a child of, I believe, thirty or younger, whose one and only novel,  “Look Homeward, Angel”,  is worthy  to be compared with the best in our literary production, a Gargantuan creature with great gusto of life.

При этом Синклер Льюис выразил своё возмущение тем, что названные им писатели не были приняты в Американскую академию литературы и искусства. Причина такой несправедливости, по его мнению, крылась в том, что большинство американцев (крылатая фраза выступления) «боятся любой литературы, кроме той, которая превозносит всё американское, в равной степени недостатки и достоинства». (англ. «…most of us - not readers alone but even writers – are still afraid of any literature which is not a glorification of everything American, a glorification of our faults as well as our virtues».)
Следует отметить, что на этом жёсткая критика писателем американской действительности не закончилась: в 1935 году он выпустил роман «У нас это невозможно», в котором нарисовал фантастическую и всё же не казавшуюся ему в тот момент абсолютно невозможной картину прихода к власти в США фашистских политических сил.